# Екатерининский институт (Санкт-Петербург)

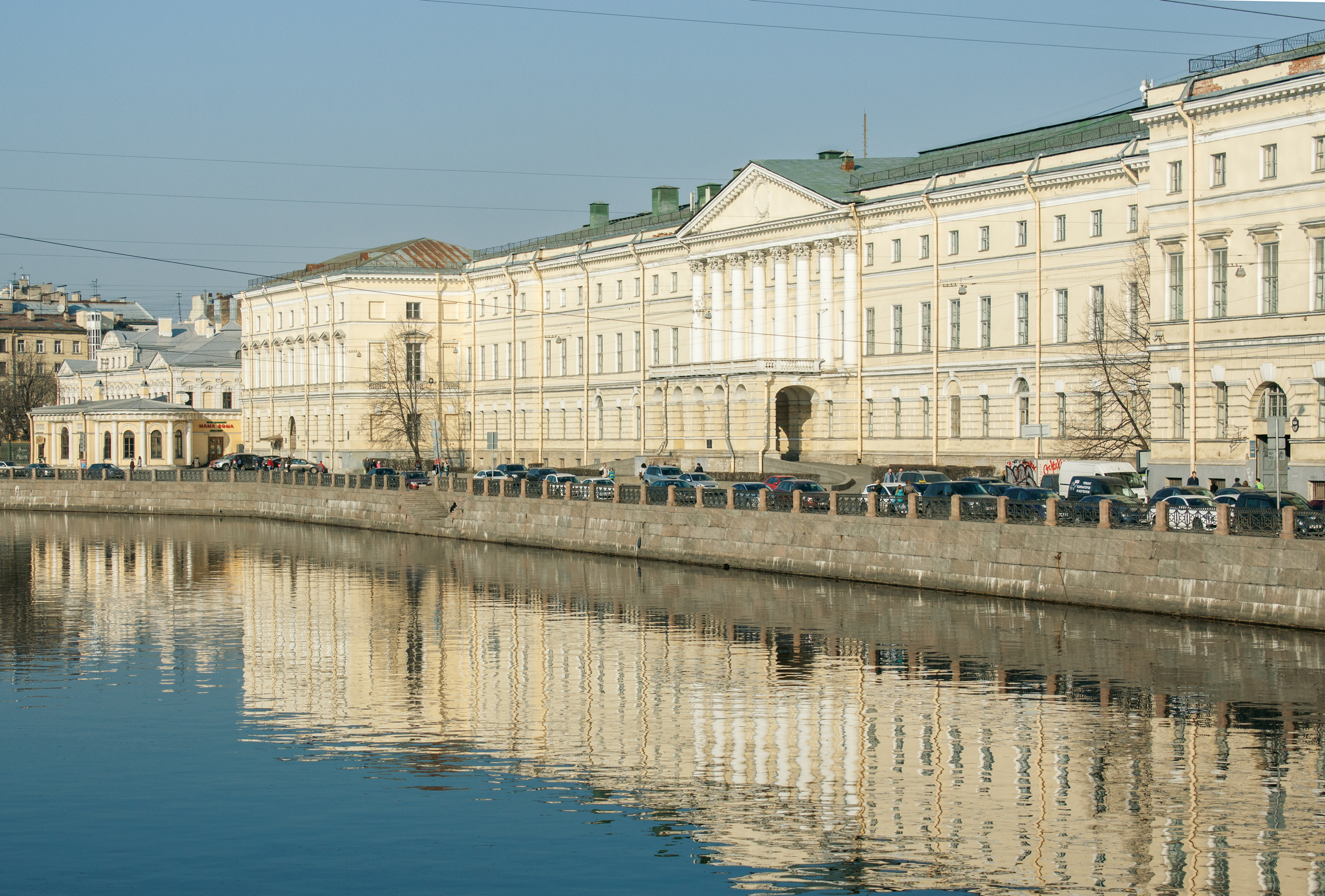
Вид на здание института с Аничкова моста

Петербургское училище ордена Святой Екатерины — институт благородных девиц, открытый в Санкт-Петербурге по инициативе императрицы Марии Фёдоровны в 1798 году. Занимал здание, построенное для его размещения по проекту Дж. Кваренги на набережной Фонтанки, 36.

## История

### Институт при императрице Марии Федоровне

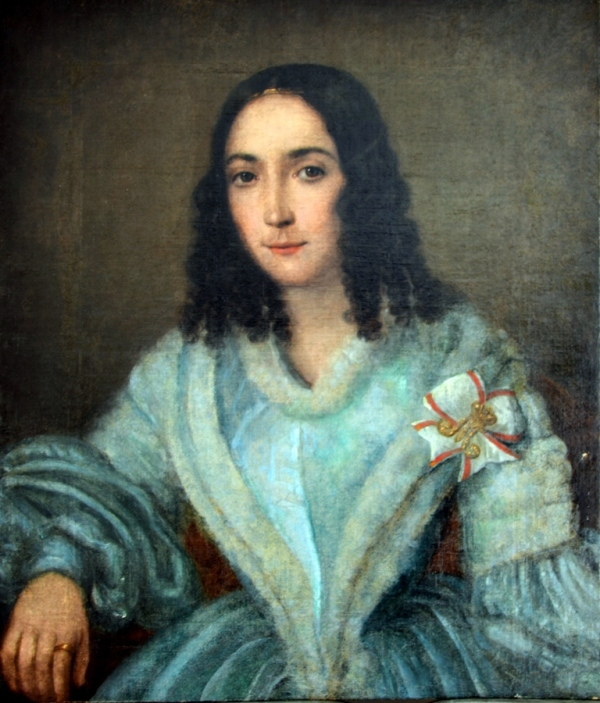
Портрет выпускницы-отличницы Екатерининского института с золотым шифром

Император Павел I 12 марта 1796 года издал повеление, которое обязывало его супругу императрицу Марию Федоровну «начальствовать над воспитательным обществом благородных девиц». В следующем году император именным указом Сенату от 2 мая передал под управление императрицы воспитательные дома «со всеми принадлежащими к ним заведениями». После распоряжений Павла I князь А. Б. Куракин в высочайшем докладе призвал кавалерственных дам Ордена Святой Екатерины учредить «пристанища благородным девицам без родни, имения и призрения». Целью учебного заведения было дать девушкам из малоимущих семей "надлежащее воспитание, которое впоследствии должно составлять их богатство и приданое". Первоначально их  принимали на воспитание в Общество благородных девиц, по 50 дворянок и 50 мещанок, затем по распоряжению императора Павла количество воспитанниц увеличили вдвое, а потом открыли и Институт Св.Екатерины на 60 мест, сверх того разрешив принимать и пенсионерок.
Князь Куракин предложил, чтобы все дамы, получившие при императоре Павле знаки ордена Святой Екатерины, как и получающие их впредь, делали единовременный взнос на устройство пристанищ, а для их постоянного содержания — чтобы кавалеры всех российских орденов, владеющие орденскими имениями, ежегодно вносили по своему собственному усмотрению некоторую сумму денег.
Императрица Мария Федоровна через несколько дней после доклада написала письмо князю А. Б. Куракину о том, что почитает своим долгом, «как гроссмейстерина Ордена Святой Екатерины, показать пример в подвигах столь похвальных и отечеству полезных» и определяет на учреждаемое училище из собственных доходов по 4500 рублей. Училище ордена Святой Екатерины в Санкт-Петербурге, учреждённое таким образом 25 мая 1798 года, предназначалось для дочерей потомственных дворян, которые имели офицерский чин или соответствующий чин по Табели о рангах. Учебное заведение находилось в ведении Канцелярии императрицы Марии Федоровны.
Торжественное открытие учебного заведения состоялось 12 июня 1798 года. Первоначально училище размещалось в деревянном доме напротив Таврического дворца, откуда переведено в каменный дом на Владимирской улице, купленный у купца Логинова. Позже император Александр I даровал для постройки здания училища земельный участок с обветшавшим Итальянским дворцом на набережной реки Фонтанки. В мае 1802 года училище переехало в одноэтажный дом на означенном участке. Старый дворец был разобран, а в 1804—1807 гг. по проекту архитектора Джакомо Кваренги было выстроено грандиозное здание в формах классицизма, выходящее фасадом на набережную реки Фонтанки.

### Дальнейшая история
В 1828 году, после кончины императрицы Марии Федоровны, император Николай I подписал указ, в соответствии с которым принял на себя ответственность за данное учебное заведение, продолжая дело матери. Для этого было создано IV Отделение Собственной Его Императорского Величества канцелярии. В 1840 году композитор М. И. Глинка написал вокально-симфоническое произведение «Прощальная песнь воспитанниц Екатерининского института» на слова П. Г. Ободовского. Это произведение традиционно исполнялось в качестве гимна на последних торжествах по случаю каждого выпуска из учебного заведения бывших воспитанниц.
В 1844 году Училище Ордена Святой Екатерины официально причислено к I-му (высшему) разряду женских институтов, дававших элитное, «приличное дворянскому сословию образование». В программу входило обучение Закону Божьему, русскому языку, словесности, французскому языку, немецкому языку, истории, географии, естествоведению, гигиене, физике, космографии, математике, рисованию, чистописанию, рукоделию, хоровому пению, гимнастике, танцам, музыке (сольное пение, ансамблевое пение, игра на музыкальных инструментах, в том числе в ансамбле), светским манерам, различным видам домоводства.

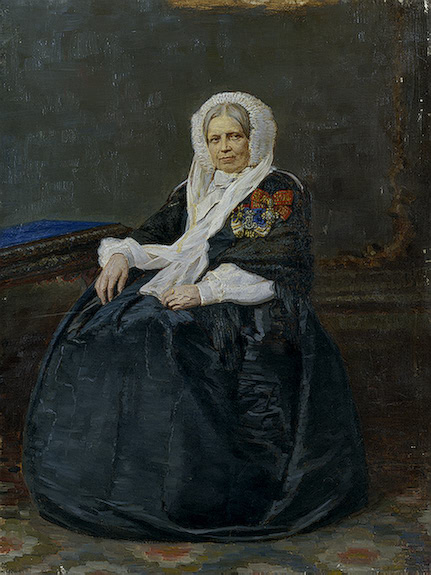
Начальница института Екатерина Родзянко на портрете И. А. Тюрина

В 1845 году церковь во имя Святой Великомученицы Екатерины, находящаяся в здании института благородных девиц, приобрела статус капитульной. В 1854 году институт вошёл в Ведомство учреждений императрицы Марии. С 1895 года Училище Святой Екатерины стало ежегодно выпускать воспитанниц, окончивших двухгодичные классы и сдавших экзамены на получение права работать домашними учительницами. «Педагогички», во время обучения, носили в качестве почетного отличия красный кушак (в цвет ленты ордена Святой Екатерины).
За всю историю Екатерининского института лучшим выпускницам было вручено 270 наград высшей степени отличия, среди которых 269 шифров большой, средней и малой величины, 1 золотой браслет с вензелем императрицы. Наградами II степени отличия были золотые и серебряные медали «За успехи в науках благородным девицам» с надписями на реверсе: «Посети виноград сей. За отличие». На каждой медали выбивали дату окончания института благородных девиц. Количество всех наград было строго регламентировано. Когда в выпускном классе было много отличниц, лучшие по подсчитываемым за последние два года обучения баллам получали награды, другие, имеющие чуть меньше баллов (притом, достаточных для получения вензеля, медали или браслета), поощрялись лишь «правом» на указанные награды.

## Начальницы института
- 1798—1823: Анна Ивановна Брейткопф[2] (1775—1823), жена генерал-майора Фёдора Ивановича (Бернгарда Теодора) фон Брейткопфа (Breitkopf; 1749—1820), действительного статского советника, нотного издателя и композитора[3][4][5], преподававшего в институте немецкий язык и арифметику.
- 1823—1839: Амалия Яковлевна фон Кремпин (Кремпен), урожд. Шредер (1778—1839), дочь надворного советника, до 1823 года состояла инспектрисой Смольного института и по рекомендации Ю. Ф. Адлерберг была назначена в Екатерининский институт.
- 1839—1877: Екатерина Владимировна Родзянко, урожд. Квашнина-Самарина (1794—1877), выпускница Смольного института, фрейлина двора, вдова генерал-майора М. П. Родзянко; кавалерственная дама ордена Святой Екатерины (малого креста) (12.02.1859).
- 1877—1907: Мария Николаевна фон Бюнтинг, урожд. фон Медем (1832—1907), выпускница петербургского Екатерининского института, вдова генерал-майор, кавалерственная дама ордена Святой Екатерины (малого креста) (04.01.1903).Мария  Николаевна фон Бюнтинг,  урождённая Медем; (1836 — 1907) — начальница Екатерининского института с 1878 г.

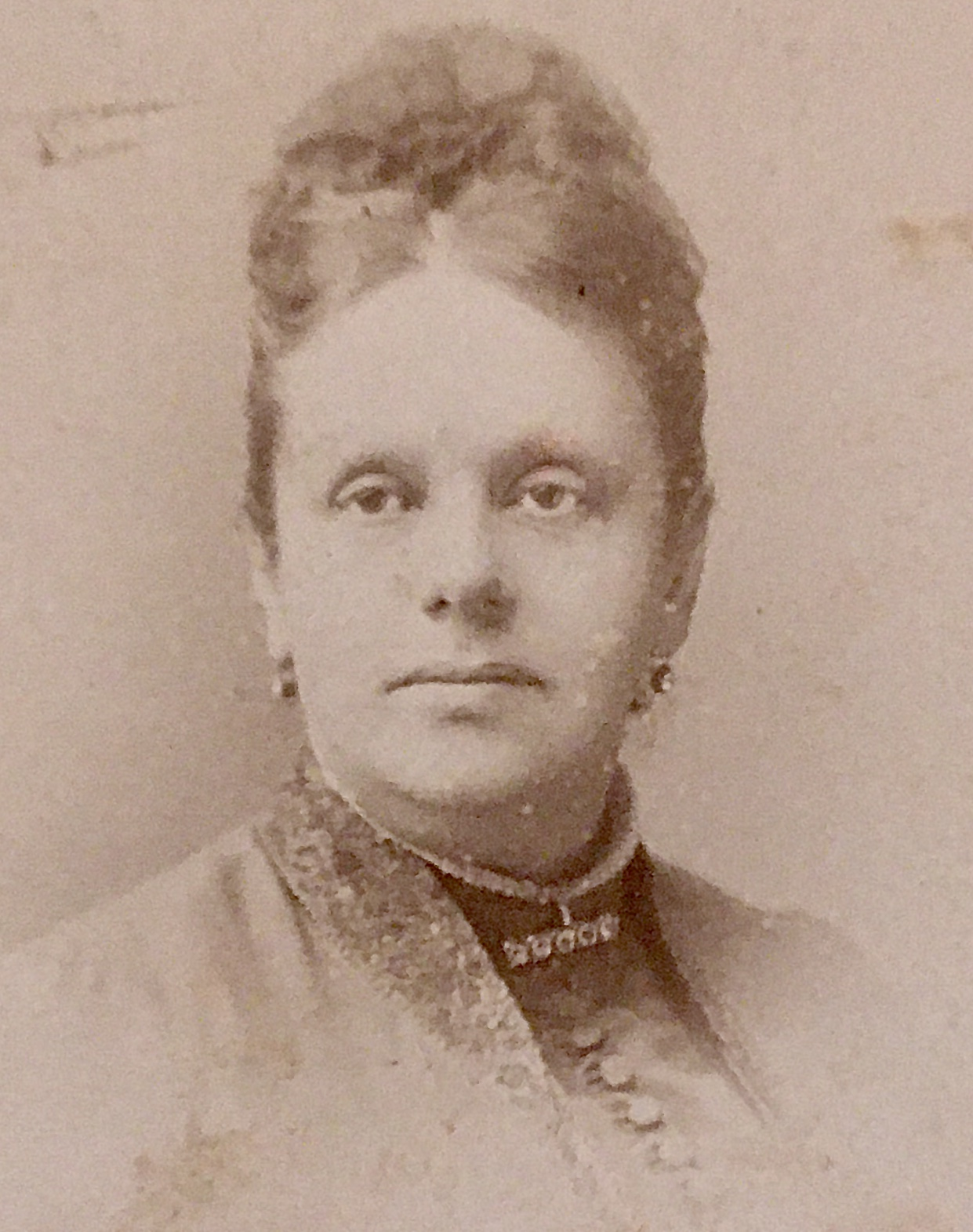
Мария Николаевна фон Бюнтинг, урождённая Медем; (1836 — 1907) — начальница Екатерининского института с 1878 г.

- 1907—1918: Елена Михайловна Ершова, урожд. Леонтьева (1854—1923), фрейлина двора (18.08.1874), вдова атамана В. И. Ершова; состояла начальницей Харьковского института благородных девиц (1900—1903), позднее была переведена в Петербург. Умерла в эмиграции в Париже, похоронена на кладбище Пантен.

## Ликвидация института и судьба здания
Постановлением Временного правительства от 26 мая 1917 года Петроградское училище ордена Святой Екатерины было передано в ведомство Министерства государственного призрения, а в декабре 1917 года — в ведение Народного комиссариата государственного призрения. На основании декрета Совета народных комиссаров от 5 июня 1918 года учебное заведение было передано в ведение Народного комиссариата просвещения. В том же году училище было ликвидировано.
В советское время в здании бывшего института последовательно размещались пункт охраны здоровья детей и подростков, мебельный склад (в помещении бывшей церкви), детская поликлиника № 2, детская лечебно-профилактическая поликлиника № 24, типография № 2 Управления по печати Ленгорисполкома. Во время Великой Отечественной войны 1941—1945 гг. в здании находился эвакогоспиталь № 2012, в подвале оборудовано бомбоубежище.
В 1949 году здание передано Государственной Публичной библиотеке имени М. Е. Салтыкова-Щедрина для размещения студенческих читальных залов. В 1970-е гг. здание пришло в аварийное состояние и было закрыто на ремонт, который затянулся до конца 1980-х. По состоянию на 2017 год в этом корпусе находятся концертный зал РНБ, отдел нотных изданий и звукозаписей, отдел газет, юношеский читальный зал, а также фонотека.
Постановлением Правительства Российской Федерации № 527 от 10 июля 2001 года здание и сад бывшего Екатерининского института включены в перечень объектов исторического и культурного наследия федерального (общероссийского) значения, находящихся в г. Санкт-Петербурге.